# Некробутчер
Йорн Стубберуд (норв.: Jørn Stubberud; народився 13 квітня 1968) — норвезький музикант, найзнаніший як бас-гітарист блек-метал-гурту Mayhem під сценічним псевдонімом Некробутчер (Necrobutcher). Він є одним із засновників Mayhem разом з Євронімусом і Мангеймом. Він є єдиним оригінальним учасником гурту, оскільки Месія та Мангейм покинули Mayhem відповідно в 1986 і 1988 роках, а Євронімус був убитий в 1993 році. Він також грав в інших гуртах, зокрема L.E.G.O., Kvikksølvguttene, Bloodthorn (запрошений артист) та Checker Patrol.

## Mayhem
Некробутчер був у гурті з 1984 року, але залишив його у 1991 році через особисті проблеми після самогубства колишнього вокаліста Пер Інгве Оліна (Dead), а також через внутрішні конфлікти та розбіжності з колегою по групі Євронімусом. Його замінив на посаді сесійного басиста Варг Вікернес, який убив Євронімуса в 1993 році. 1995 року Некробутчер реформував групу разом із Хеллхаммером, Маніяком та Богохульником. Він досі грає в Mayhem.
У 2018 році він випустив свою ретроспективну книгу про ранні етапи гурту The Death Archives: Mayhem 1984–94, що вийшла у видавництві Терстона Мура Ecstatic Peace Library.

## Особисте життя
Некробутчер — атеїст. Має дочку та онука.

## Дискографія

### Альбоми
- De Mysteriis Dom Sathanas (1994)
- Grand Declaration of War (2000)
- Chimera (2004)
- Ordo ad Chao (2007)
- Esoteric Warfare (2014)
- Daemon (2019)

### EP
- Deathcrush (1987)
- Wolf's Lair Abyss (1997)
- Life Eternal (2008)
- Atavistic Black Disorder / Kommando (2021)

### Концертні-альбоми
- Live in Leipzig (1993)
- The Dawn of the Black Hearts (1995)
- Mediolanum Capta Est (1999)
- Live in Marseille (2001)
- Live in Zeitz (2016)
- De Mysteriis Dom Sathanas Alive (2016)
- Live in Jessheim (2017)
- Live in Sarpsborg (2019)